# Тыдтуярык (вершина)
Тыдтуярык — вершина на Курайском хребте, высота 3367 м. По вершине, проходит административная граница между Улаганским и Кош-Агачским районами Республики Алтай.

## Этимология
Тыдтуярык (алт. тыт — лиственница и Јарык — теснина, ущелье), буквально — лиственничное ущелье, имеющий лиственницы.

## Описание
Большую часть года вершина находится под снегом, на северных склонах, снег может не таять в некоторые годы и в летние месяцы, но ледников, на сегодняшний день, не образуется. Вершина маркирована триангуляционным знаком.